# Нармашир
Нармашир (перс. نرماشير‎); ранее Ростамабад (перс. رستم اباد‎), также романизировано как Rostamābād) — город и столица района Нармашир, провинция Керман, Иран. По переписи 2006 года в 1007 семьях проживало 3966 жителей.

## География
Город находится в южной части Кермана, на высоте 395 метров над уровнем моря. Нармашир расположен на расстоянии приблизительно 230 километров к юго-юго-востоку (SSE) от Кермана, административного центра провинции и на расстоянии 1085 километров к юго-востоку от Тегерана, столицы страны.